# ردود الفعل الدولية على ثورة الشباب اليمنية
ردود الفعل الدولية على الثورة اليمنية  لم تكن واضحة كما هي في أحداث مشابهة خلال الربيع العربي، لكن ادلت عددا من الحكومات والمنظمات بيانات على اليمن قبل وبعد رحيل الرئيس صالح من السلطة في فبراير 2012.

## المبادرة الخليجية
في أبريل، حاول مجلس التعاون الخليجي التوسط في الثورة الشبابية 2011، وصياغة مقترحات عديدة لانتقال السلطة. بحلول نهاية الشهر، أشار صالح انه سيقبل الخطة وسيغادر السلطة بعد شهر من توقيع الاتفاقية التي نصت على تشكيل حكومة وحدة وطنية في الفترة التي تسبق الانتخابات. على الرغم من رفض المتظاهرين للصفقة، منتقدين الأحكام التي تمنح الحصانة لصالح من الملاحقة القضائية والتي تطلب من المعارضة للانضمام مع صالح ووزرائه في حكومة وحدة وطنية، واتفق زعماء المعارضة في نهاية المطاف للتوقيع على المبادرة. بحلول نهاية الشهر، على الرغم من تراجع صالح وأعلنت الحكومة انه لن يوقع على الاتفاقية، وعلقت المبادرة من مجلس التعاون حتى وقت آخر.
في أوائل شهر مايو، أشار مسؤولون ان صالح سوف يوقع على الاتفاق، والمعارضة اتفقت على التوقيع كذلك إذا وقع صالح شخصيا بصفته رئيسا للبلاد. ومع ذلك، صالح مرة أخرى قال ان الاتفاق لا يتطلب توقيعه، وعلقت احزاب المعارضة متهمة صالح بسوء النية. وتصاعدت الاحتجاجات واعمال العنف في البلاد بعد تراجع صالح الثاني عن التوقيع.
في أواخر مايو، تلقى زعماء المعارضة ضمانات بأن صالح سيوقع على الخطة، ووقعت المعارضة على صفقة وكان من المقرر أن الرئيس يوفع كذلك. لكن صالح مرة أخرى قرر عدم التوقيع، وفي 22 مايو حاصر أنصار صالح مبنى سفارة الإمارات العربية المتحدة في صنعاء، والدبلوماسيين الدوليين (بما في ذلك الأمين العام للأمم المتحدة) وأرسلت الحكومة طائرة هليكوبتر لنقلهم إلى القصر الرئاسي.
في 23 نوفمبر 2011، جرى في الرياض في المملكة العربية السعودية التوقيع على الخطة للانتقال السياسي، الذي كان قد رفضه صالح سابقا. وأخيراً وافق على نقل سلطات الرئاسة قانونا إلى نائبه عبد ربه منصور هاديفي غضون 30 يوما، وتقام الانتخابات رسميا في 21 فبراير 2012، مقابل منح صالح الحصانة من الملاحقة القضائية له ولأسرته.

## مجلس الأمن الدولي
أصدر مجلس الأمن الدولي قرارات بشأن الأوضاع في اليمن وهي:
1. قرار مجلس الأمن الدولي رقم 2014 في 21 أكتوبر 2011م.
2. قرار مجلس الأمن الدولي رقم 2051 في 21 يونيو 2012 م.

## الاتحاد الأوروبي
- الاتحاد الأوروبي – أعلن الاتحاد الأوروبي دعمه وراء مبادرة دول مجلس التعاون الخليجي لوضع حد للعنف في اليمن ولفترة انتقالية يتخلى فيها الرئيس اليمنى علي عبد الله صالح عن السلطة وتشكل حكومة جديدة منتخبة من الشعب اليمنى. حتى بعد محاولة اغتيال صالح ودخولة المستشفى والخروج من البلاد، زار «الممثل السامي» للاتحاد الأوروبي كاثرين أشتون صنعاء في أواخر يوليو 2011 في محاولة طويلة لإقناع صالح والحكومة قبول اتفاق دول مجلس التعاون الخليجي.[21]

## الأمم المتحدة
- الأمم المتحدة—في 20 مارس، حث الأمين العام الأمم المتحدة بان كي مون الحكومة اليمنية لإتخاذ إصلاحات جريئة والدخول في حوار وطني مع المعارضة. كما أدان العنف الذي تمارسه الدولة ضد المتظاهرين.[22] حذر المبعوث الخاص «بالأمم المتحدة»جمال بن عمر في 25 يوليو أثناء وجوده في صنعاء أن «اليمن يعاني من انهيار الدولة» وأكد مجددا دعم الأمم المتحدة للجهود التي تبذلها للحوار والتوافق.[21] كما قال المبعوث أن موقف الأمم المتحدة هو أي حل للأزمة يجب أن يكون داخلياً، بما في ذلك حركة التمرد الانفصالية في جنوب اليمن، والتمرد الطائفي في شمال اليمن، والصراع مع القاعدة، ولا يجب أن تكون الحلول قد تتداخل وتتقاطع أحياناً مع انتفاضة شعبية في البلاد.[23] في 9 أغسطس، أصدر مجلس الأمن التابع للأمم المتحدة بيانا حث فيه على وضع حد لأعمال العنف، ويطالب كل الأطراف للسماح للمساعدات الإنسانية والإمدادات بالدخول للمتضررين.[24]

## الولايات المتحدة الأمريكية
1. اتصل الرئيس الأمريكي باراك أوباما هاتفيا بالرئيس اليمني الأربعاء في الثاني من فبراير/شباط 2011 م«للإشادة بالإصلاحات المهمة التي أعلنها الرئيس صالح في اليوم نفسه، وليطلب منه الإيفاء بوعوده وهو يتخذ الإجراءات الملموسة».[25]
2. اعتبر الرئيس اليمني في كلمة له يوم الثلاثاء 1/3/2011 م أن ما يجري من ثورات في المنطقة العربية ليس إلا «مجرد ثورة إعلامية تديرها الولايات المتحدة من غرفة في تل أبيب». وفي نفس اليوم دعت الولايات المتحدة الرئيس اليمني علي عبد الله صالح للاستجابة لطموحات شعبه، ونفت أن يكون للاضطرابات التي تشهدها بلاده أي عامل خارجي. وقال المتحدث باسم وزارة الخارجية الأميركية فيليب كراولي في رسالة عبر موقع تويتر «الاحتجاجات فياليمن ليست نتاج مؤامرات خارجية. الرئيس صالح يعرف ذلك جيدا. شعبه يستحق استجابة أفضل». وقال المتحدث باسم البيت الأبيض غاي كارني في مؤتمر صحفي أن البحث عن كبش فداء ليس الرد على تطلعات الشعب اليمني المشروعة، بل التركيز على إصلاحات سياسية.[26]
3. قال الناطق باسم البيت الأبيض جاي كارني يوم الإثنين 4/4/2011 م إن على الرئيس اليمني علي عبد الله صالحالبدء الآن في عملية انتقال سلمي للسلطة وفق جدول زمني، وهو ما كان صالح قد أشار إلى أنه لا يعارضه. يأتي ذلك في حين نقلت نيويورك تايمز عن مسؤولين أميركيين وآخرين يمنيين أن الولايات المتحدة غيرت موقفها «المحابي» للرئيس اليمني.[27]

## منظمة العفو الدولية
نددت منظمة العفو الدولية بطريقة تعامل قوات الأمن اليمنية مع المتظاهرين. وأدانت قيام الشرطة بضرب المتظاهرين بالهراوات والعصي الكهربائية.

## جامعة الدول العربية
دعت جامعة الدول العربية في 20/2/2011 م إلى الوقف الفوري لكافة أعمال العنف وعدم استخدام القوة ضد المظاهرات السلمية في الدول العربية التي تشهد مظاهرات احتجاجية للمطالبة بإصلاحات سياسية. وأعربت عن مشاعر الحزن والأسى الشديدين لسقوط الضحايا الأبرياء الذين تناقلت وسائل الإعلام أنباءهم في كل من ليبيا والبحرين واليمن.

## منظمة صحفيات بلا قيود
استنكرت منظمة صحفيات بلا قيود ما أسمته الهجوم الوحشي من أنصار النظام بحق الشباب العزل المعتصمين بساحة جامعة صنعاء، واعتبرت أن «ما يقوم به الجهاز الأمني من تخاذل في حماية المعتصمين واستخدام أعضاء الحزب الحاكم الأعمال الإرهابية والقوة ضد الشباب العزل جرائم تستوجب العقاب ولا تسقط بالتقادم».

## مراقبة حقوق الإنسان
قالت منظمة هيومن رايتس ووتش في 23/2/2011 م أن الشرطة اليمنية سمحت لجماعات مسلحة موالية للحكومة بمهاجمة متظاهرين سلميين في العاصمة اليمنية صنعاء ليلة 22 فبراير/شباط 2011 م، وقتلت متظاهرا معارضا للحكومة وأصابت 38 آخرين. وطالبت المديرة التنفيذية لقسم الشرق الأوسط وشمال أفريقيا في المنظمة سارة ليا ويتسن بمحاسبة عناصر الشرطة التي أكدت أنها وقفت جانبا وتركت الآخرين يؤدون عملها القذر نيابة عنها.

## المنظمة العربية لحقوق الإنسان
أعربت المنظمة العربية لحقوق الإنسان في بيان لها عن عميق قلقها لما سمته توسع السلطات الأمنية اليمنية في استخدام العنف المفرط بحق المتظاهرين العُزل، معتبرة أن ذلك يشكل «جريمة ضد الإنسانية» لا يجوز التسامح إزاءها. وقالت أن العنف المفرط، وخاصة استخدام الرصاص الحي، جرى استخدامه بشكل سافر يوم الثلاثاء 9/3/2011 م ضد المعتصمين في ميدان التغيير وسط صنعاء. وأضافت أن ذلك «يضفي على الظاهرة طابعاً نمطياً ومنهجياً ويشكلجريمة ضد الإنسانية لا يجوز التسامح إزاءها.»

## التحالف الدولي لملاحقة مجرمي الحرب
أدان التحالف الدولي لملاحقة مجرمي الحرب والجرائم ضد الإنسانية (إيكاوس) ما يجري في اليمن واصفاً إياه بجرائم ضد الإنسانية، وسيحمل ملفها الجنائي الرئيس علي عبد الله صالح وكل من يعاونه.

## الدول
- أستراليا – حذرت أستراليا مواطنيها وطلبت منهم المغادرة فوراً، وقالت الإدارة الأسترالية للشؤون الخارجية والتجارة أن الأستراليين ينبغي عليهم عدم السفر إلى اليمن. وفي بيان على موقعها على الإنترنت قالت: «من غير الواضح ما إذا كانت قوات الأمن قادرة على الحفاظ على القانون والنظام وهناك خطر وصراع مفتوح بين عناصر من قوات الأمن مع جماعات المعارضة. هذه الأحداث تزيد خطر انتشار أعمال العنف في اليمن، ومخالفات للقانون والنظام، ليس في صنعاء وحسب ولكن في المدن الرئيسية والمناطق الإقليمية الأخرى.»[33]
- البرازيل -دعا بيان صادر عن وزارة الخارجية البرازيلية في 28 يناير بعد تصاعد الاضطرابات إلى حل «سلمي ودون تدخل خارجي».[34]
- كندا – في 6 مارس دعت وزارة الخارجية الكندية الكنديين إلى مغادرة اليمن في اسرع وقت ممكن.[35] وفي قمة مجموعة الثماني في فرنسا في 26 مايو قال رئيس الوزراء ستيفن هاربر: «أعتقد ان الجميع يدرك انها مسألة وقت لرئيس اليمن ويخرج وإنه أمر لا مفر منه، وكلما حدث ذلك أسرع كلما كان ذلك أفضل».[36]
- إثيوبيا - وزارة الشؤون الخارجية الإثيوبية بدأت بإجلاء رعاياها من اليمن في 20 يونيو.[37]
- فرنسا – وقال المتحدث باسم وزارة الخارجية الفرنسية في 26 مايو أن الخيار الوحيد لصالح لقمع الانتفاضة هو التوقيع على اتفاق مجلس التعاون لدول الخليج. وعبر باسم الحكومة عن أسفه لاستمرار أعمال العنف و «المأزق السياسي».[36]
- ألمانيا—بينما كان في زيارة إلى هانوي والفيتنام في يوم 5 يونيو، قال وزير الخارجية الألماني جويدو فيسترفيلا ان انتهاكات حقوق الإنسان في اليمن هي «غير مقبوله». وأعلنت وزارة الخارجية أيضا عن إغلاق سفارتها في صنعاء بسبب أعمال العنف.[38]
- إيران -المتحدث باسم وزارة الخارجية الإيرانية ندد السلطات اليمنية إزاء مقتل 52 متظاهرا في 18 مارس، وانتقد غير محدداً «القوات الأجنبية» لدورها في الحملة. وقدم التعليقات في اليوم التالي للحادث.[39]
- إيطاليا – وزارة الخارجية الإيطالية أوقفت عمليات سفارتها في صنعاء في 1 يونيو، مستشهدتاً بما كان ينظر إليه على أنه خطر تزايد العنف ضد أوروبا والدبلوماسيين والسفارات في البلاد وسط اشتباكات الشوارع في المدينة.[40]
- اليابان—في 26 مايو، بينما كان يحضر قمة مجموعة الثماني في دوفيل، فرنسا، المتحدث باسم وزارة الخارجية اليابانية يسمي الخسائر المتصاعدة في اليمن ب«مؤسفة للغاية»، ودعا صالح إلى «متابعة من خلال التزامه بنقل السلطة سلميا».[36]
- الكويت – ردت الحكومة الكويتية على المعركة في صنعاء، وهي حادثة طويلة واشتباكات في العاصمة صنعاء خلال أواخر مايو ومطلع يونيو، بسحب دبلوماسييها من سفارتها في المدينة في 1 يونيو.[41]
- هولندا – أصدرت «السفارة الهولندية» في اليمن بيانا يوم 9 أبريل يدين أعمال العنف، وأعلنت تعليق المعونة من هولندا من خلال الحكومة اليمنية. وأيضا فإن البيان قد دعا إلى «حوار شامل» وأصر على أن «تحترم.. الحكومة جميع حقوق الإنسان والحريات الأساسية».[21]
- الصين -في 20 أبريل خلال جلسة اجتماع طارئة لمجلس الأمن التابع للأمم المتحدة، منعت جمهورية الصين الشعبية قرار يدين عنف ضد المتظاهرين اليمنيين من قيد النظر.[17]
- الفلبين – في 20 مارس، «وزير الشؤون الخارجية» الفلبيني ألبرت ديل روزاريو زار صنعاء للالتقاء بموظفي السفارة والمسؤولون اليمنيين ووضع خطة طوارئ للفلبينيين الذين يعيشون في البلاد في حالة طوارئ تتضمن نطاق أوسع. وحثت وزارة الخارجية الفلبينيين المغتربين في اليمن في 24 مارس تجنب التورط في الاحتجاجات السياسية أو النشاط.[42] في 31 مايو، وقد بدأت تقدم رحلات مجانية إلى الوطن للفلبينيين في اليمن وحثت مواطنيها في الخارج في الدول العربية على الاستفادة من برنامج الإجلاء.[12]
- قطر -في 6 أبريل، قال رئيس الوزراء القطري الشيخ حمد بن جاسم بن جبر آل ثاني عضو مجلس التعاون الخليجي «نأمل في التوصل إلى اتفاق مع الرئيس اليمنى التنحي».[43] ومع ذلك، انسحب رئيس وزراء قطر من جهود دول مجلس التعاون الخليجي للتوسط من أجل إنهاء الأزمة في اليمن في 13 مايو، نقلا عن «التردد والتأخير في التوقيع على الاتفاق المقترح» و «كثافة المواجهات» في جميع أنحاء اليمن كالسبب له للقيام بذلك.[44]
- روسيا – وساعدت روسيا بصفتها عضوا دائماً ب«مجلس الأمن الدولي»، بعرقلة قرار يدين الحكومة اليمنية على مدى استجابتها لهذه الحملة في 20 أبريل.[17] وزير الخارجية سيرجي لافروف أعرب عن دعم حكومته القوي للسلطات اليمنية في أواخر يونيو، قول الرئيس بالنيابة عن عبد الله منصور الهادي عبر الهاتف أن «دعم روسيا [غير محدود]».[45]
- السعودية -دور الحكومة السعودية كان أساسيا في تدبير صفقة السلام في دول مجلس التعاون الخليجي، أيضا تقدمت عاصمتها الرياض كمكان لمراسم التوقيع الرسمية. بعد أن رفض صالح الاتفاق عدة مرات قبل تعرضه لإصابات في غارة جوية المجمع الرئاسي، 3 يونيو[46] المملكة العربية السعودية دعت الرئيس ومن أْذِيَ غيره من كبار المسؤولين اليمنيين في الهجوم إلى الخضوع لعلاج مكثف في مستشفى في الرياض.[47] في 17 يونيو، أبلغت وكالة فرانس برس بقول مسؤول سعودي أن صالح لن يسمح له بالعودة إلى اليمن.[48]
- الإمارات العربية المتحدة – وحث «وزير الخارجية» دولة الإمارات العربية المتحدة عبد الله بن زايد آل نهيان اليمن إلى اعتماد اتفاق دول مجلس التعاون الخليجي «كصيغة متكاملة لحل الأزمة اليمنية» خلال اجتماع في 23 أبريل مع نظيره اليمنى.[49] ندد بمحاصرة المسلحين الموالية للحكومة بإيجاز سفارة الإمارات العربية المتحدة في صنعاء يوم 22 مايو، شتت الدبلوماسيين الإماراتيين ودول مجلس التعاون الخليجي، والغربية داخل، حث الحكومة اليمنية لتأمين السفارة.[50]
- المملكة المتحدة -في 19 فبراير، ذكرت بي بي سي نيوز أن وزير «الخارجية المملكة المتحدة» ويليام هيغ قال أعرب عن «عميق قلقه» وان «العنف غير المقبول» يستخدم ضد المتظاهرين.[51] في 18 فبراير، لم تحدد حكومة المملكة المتحدة موقفها من تصدير الأسلحة في ضوء الاضطرابات لكنها تفكر في إلغاء التراخيص بحيث أن «التراخيص لن تصدر عندما يقر القضاة المسؤولون أن هناك خطر أن تستخدم الصادرات لإثارة الصراعات الإقليمية أو الداخلية أو تستخدم لتسهيل القمع الداخلي».[52] في 4 يونيو، أبلغ وزير «الخارجية البريطانية» أنه يتوجب على أي بريطاني لا يزال في اليمن المغادرة فورا بينما الرحلات التجارية لا تزال في العملية، كما أنه لا يمكن لحكومة المملكة المتحدة ضمان الإجلاء في ظل هذه الظروف. ومع ذلك في 6 يونيو أفيد أن قوات المملكة المتحدة البحرية الملكية أصبحت على أهبة الاستعداد قبالة السواحل اليمنية للمساعدة في أي إجلاء ممكن. وحث رئيس الوزراء ديفيد كاميرون والرئيس الأمريكي باراك أوباما صالح الاستقالة من منصبه في مؤتمر صحفي مشترك في 25 مايو.[53]
- الولايات المتحدة -في 27 كانون الثاني/يناير، صرح مساعد وزير الخارجية الأميركي للشؤون العامة فيليب ج. كراولي للصحفيين أن الحكومة الأمريكية تدعم حق اليمنيين "التعبير عن أنفسهم والتجمع بحرية".[54]"الولايات المتحدة" أيضا في وقت لاحق قالت أنها تأمل أن محاولات درء الإصلاح والاحتجاجات هي مماثلة لمصر. في 18 فبراير، قال الرئيس الأمريكي باراك أوباما أن لديه "قلقاً عميق" جراء أعمال العنف.[55] في اليوم نفسه، ذكرت  صحيفة واشنطن بوست  أن "سفارة الولايات المتحدة" في اليمن وكتب في بيان أنها شهدت "ارتفاع مثيرة للقلق في العدد والعنف من الهجمات ضد المواطنين اليمنيين جمع سلميا التعبير عن آرائهم بشأن الوضع السياسي الراهن"، مضيفاً، "شهدنا أيضا التقارير أن مسؤولين في حكومة اليمن كانوا حاضرين أثناء هذه الهجمات"، وطلبت من الحكومة اليمنية "منع أية هجمات أخرى على المظاهرات السلمية".[56] في 1 مارس،  نيويورك تايمز  أفادت أنه بعد أن قال رجل الدين عبد المجيد الزنداني-al، معلمه كان أسامة بن لادن، دعا علنا إلى إقامة دولة إسلامية لتحل محل صالح، وحدة مكافحة الإرهاب الرسمي في إدارة أوباما لصالح أن حكومته هي الشريك الأفضل سيتعين، ونأمل أنه على قيد الحياة".[57] ومع ذلك، في 3 أبريل، تايمز أفادت أن الدبلوماسية الأمريكيين قد بدأت بهدوء تضغط من أجل "مخرج تفاوضي" لصالح، وأعرب عن اعتقاده أنه يجب تسليم السلطة إلى نائب الرئيس هادي انتظاراً للانتخابات.[58] في 8 أبريل، أعلن المتحدث باسم وزارة الخارجية الأميركية مارك تونر دعم الإدارة لاتفاق دول مجلس التعاون الخليجي، محور الذي كان قد سعى إلى طلب وتنفيذ استقالته لصالح في الوقت المناسب، قائلا في بيان "نحن نشجع بقوة جميع الأطراف على المشاركة في هذا الحوار هناك حاجة ماسة للتوصل إلى حل يدعمه الشعب اليمنى. ... ولكي ننجح، بجب على جميع الأطراف أن تشارك في عملية تعالج الشواغل المشروعة للشعب اليمنى، بما في ذلك تطلعاتهم السياسية والاقتصادية. "[52] وزيرة الخارجية هيلاري رودام كلينتون أعربت عن خيبة أملها في 23 مايو بعد أن دعمت صالح بعيداً عن توقيع اتفاق دول مجلس التعاون الخليجي للمرة الثالثة، قالت عن صالح أنه"حول ظهره على تعهداته وتجاهل التطلعات المشروعة للشعب اليمنى" وحثه على قبول هذه المبادرة.[59] وهو يتحدث جنبا إلى جنب مع "رئيس الوزراء البريطاني" ديفيد كاميرون في 25 مايو، قال الرئيس أوباما، "ندعو الرئيس صالح للتحرك فورا في التزامه بنقل السلطة".[53] كان نقل إلى المستشفى في المملكة العربية السعودية عقب محاولة اغتيال، والولايات المتحدة بمساعدة الحكومة اليمنية تقومان بالتحقيق في التفجير الذي وقع في حين أفيد أن أمريكا تضغط لصالح لعدم السماح له بالعودة إلى اليمن، على الرغم من أن مساعد وزير الخارجية "شؤون الشرق الأدنى" جيفري فيلتمان قام بزيارة إلى صنعاء في 23 يونيو، وقال "أننا نتوقع الرئيس أن يتخذ قراراً في مصلحة الشعب اليمنى. القرار هو يمني، ليس قراراٌ الأميركياً ".[60] مستشار مكافحة الإرهاب البيت الأبيض جون برينان عقد جلسة متلفزة مع صالح في مستشفى بلده الرياض في 11 تموز/يوليه للتأكيد على موقف الولايات المتحدة أن الرئيس يجب أن يقبل بمبادرة دول مجلس التعاون الخليجي.[61] العلاقات بين الولايات المتحدة والحكومة اليمنية على ما يبدو عودة صالح التالية الحارة إلى صنعاء ووفاة أنور بن-أولاكي في ضربة جوية أمريكية بالتنسيق مع السلطات اليمنية، ولكن المتحدثة باسم "وزارة الخارجية الأمريكية" فيكتوريا Nuland تابع للتعبير عن موقف حكومتها التي ينبغي أن يتنحى صالح.[62]